# Jules Chéret
Jules Chéret (ur. 31 maja 1836 w Paryżu, zm. 23 września 1932 w Nicei) – francuski malarz i grafik, prekursor i mistrz plakatu w czasie "belle époque".
Wychowywał się w biednej rodzinie rzemieślników. Z powodu niedostatku nie mógł otrzymać starannego wykształcenia. W wieku 13 lat rozpoczął trzyletnią praktykę zawodową przy zakładzie graficznym, tam też zainteresował się sztuką. Uczęszczał do Ecole nationale de dessin w Paryżu, przekształconej następnie w Ecole des Arts décoratifs. W Londynie nauczył się przemysłowej techniki litograficznej. W 1881 otworzył pracownię w Paryżu i zaczął stosowanie wielkich kamieni litograficznych do wielobarwnych odbitek, które wymagały trzy- a nawet czterokrotnego odbijania kolorów podstawowych na danym egzemplarzu grafiki.
Był autorem licznych etykiet produktów perfumeryjnych, plakatów reklamowych, w późniejszym okresie także fresków i mebli. Jego grafiki odznaczają się specyficznym dla artysty stylem: dynamicznym rysunkiem, żywymi barwami; bohaterkami jego plakatów często były kobiety.
W 1926 odznaczony Kryżem Wielkim Legii Honorowej. W roku 1933 jego prace pokazano na prestiżowym Salon d'Automne.

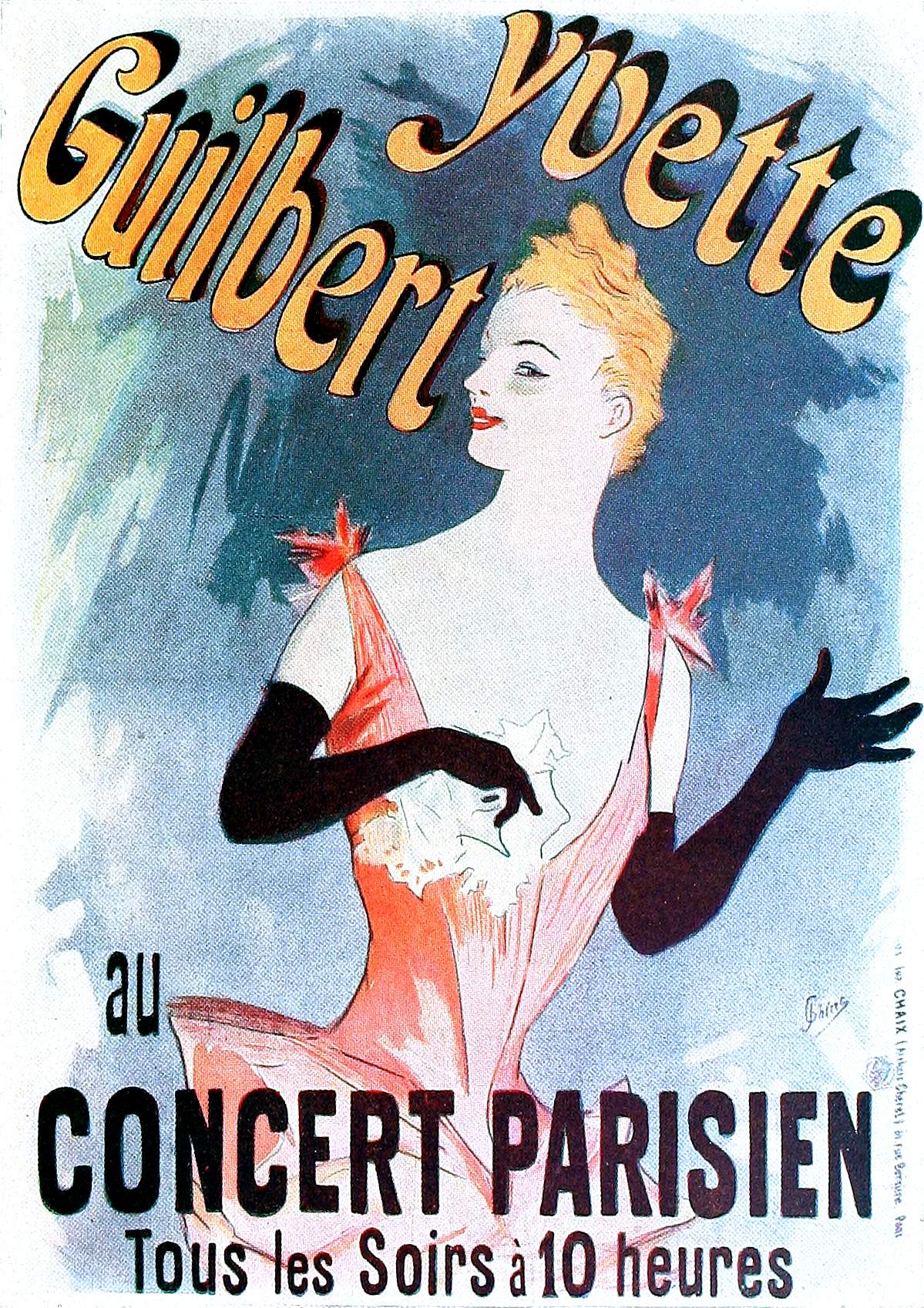
Yvette Guilbert, 1891
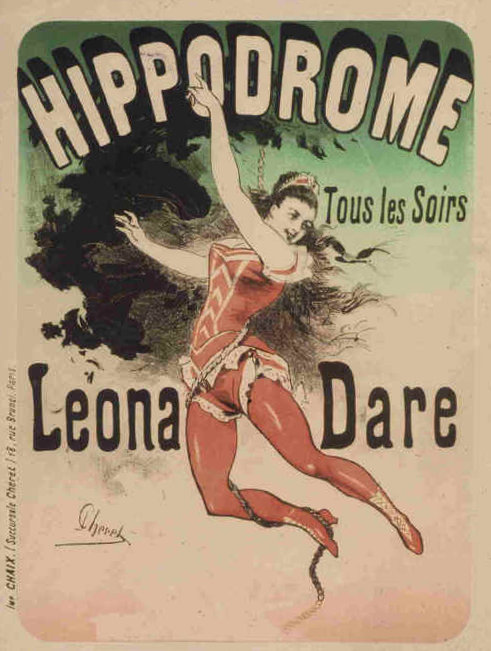
Hippodrome, Leona Dare, 1883
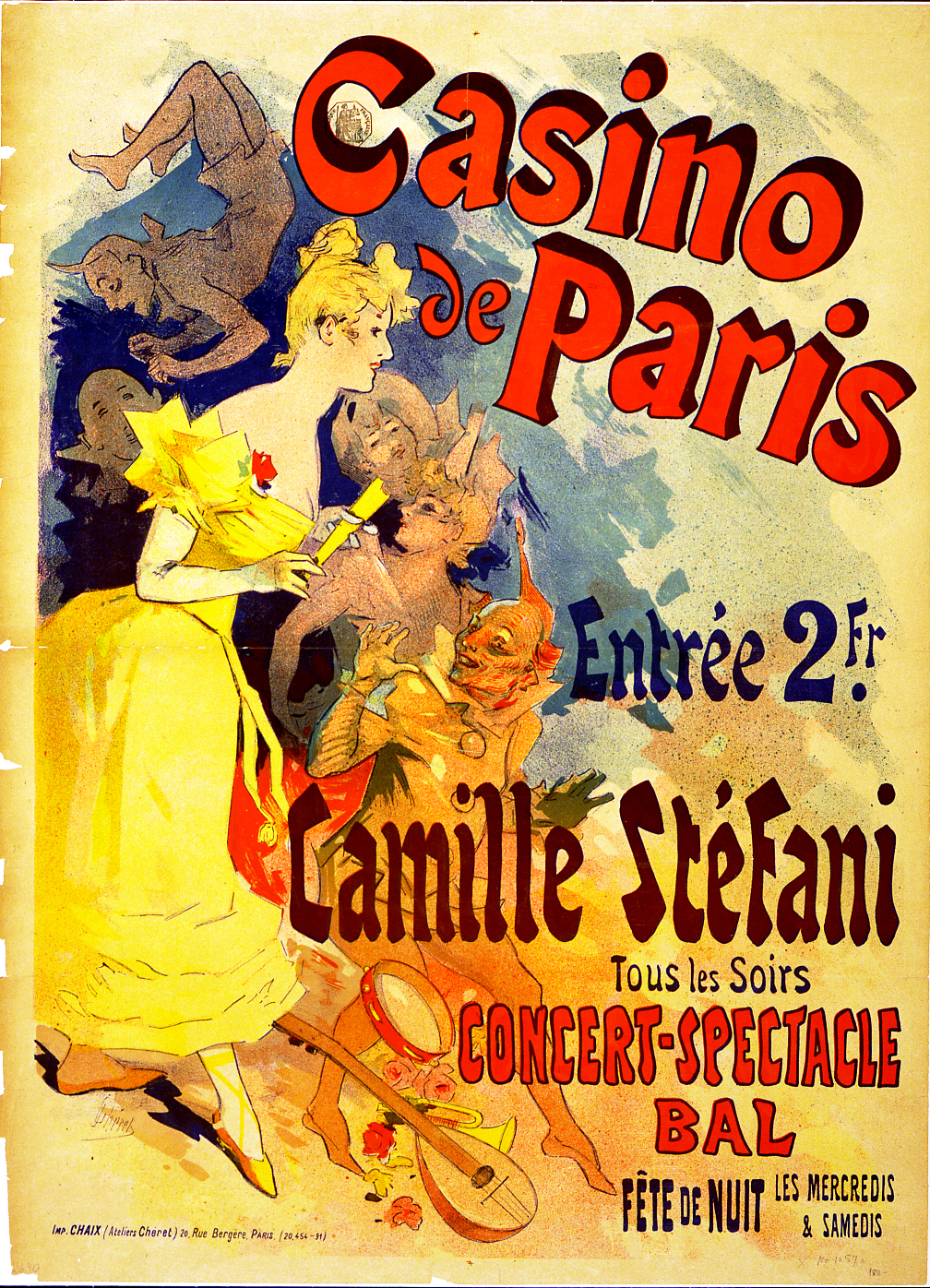
Casino de Paris, Camille Stéfani, 1891
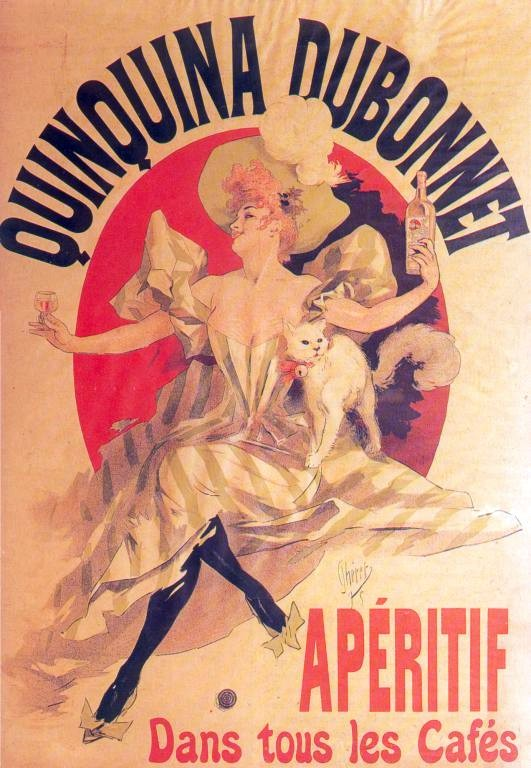
Quinquina Dubonnet, 1895
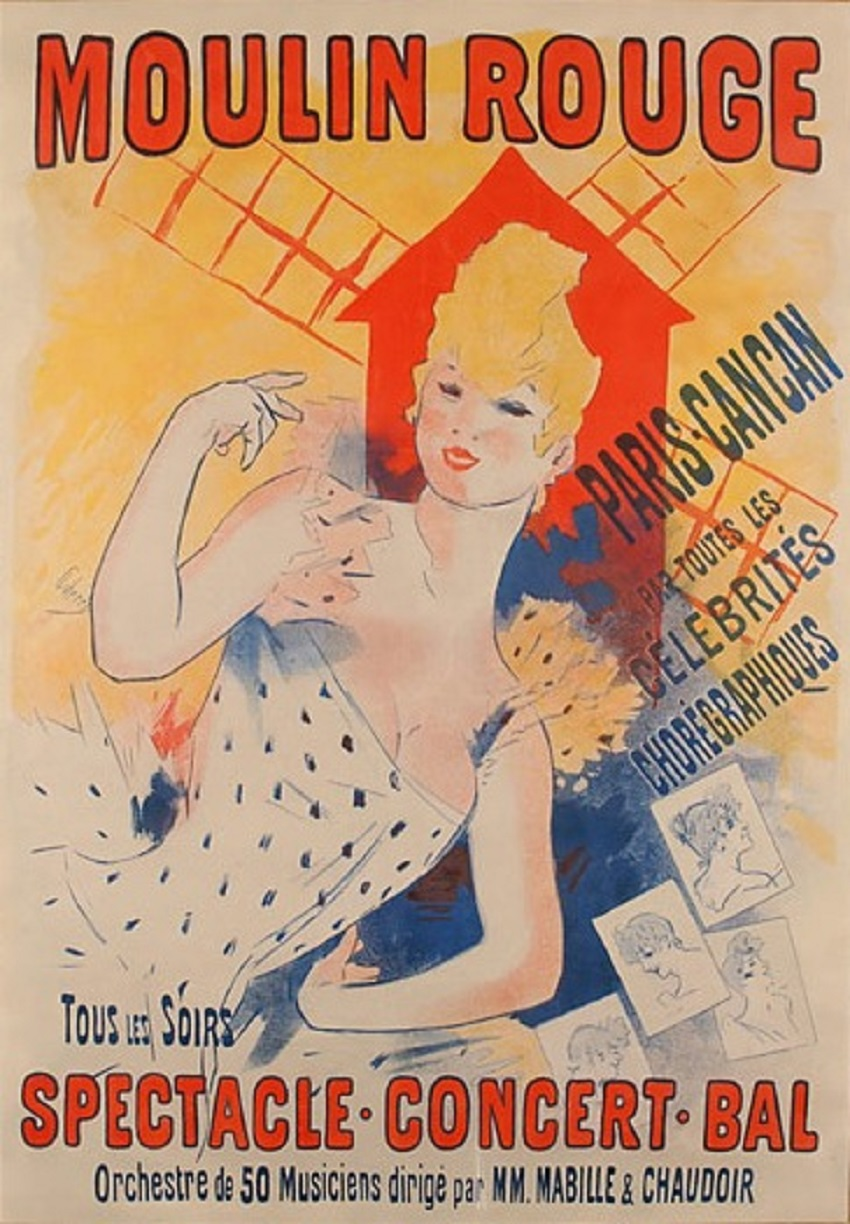
Moulin Rouge, Paris, Cancan, 1890